# Circuit d'Anderstorp
El circuit d'Anderstorp (anomenat oficialment Anderstorp Raceway i, antigament, Scandinavian Raceway) és un circuit de curses de 4,025 km de longitud situat a Anderstorp, al municipi de Gislaved (Suècia). Ha estat l'únic amfitrió d'un Gran Premi del Campionat del Món de Fórmula 1 dels països nòrdics, ja que entre 1973 i 1978 va albergar el Gran Premi de Suècia.

## Història
La pista es va construir als aiguamolls d'Anderstorp l'any 1968 i va esdevenir un lloc extremadament popular durant la dècada del 1970, quan el suec Ronnie Peterson era al zenit de la seva carrera. Té una recta llarga (anomenada Flight Straight) que també es fa servir com a pista d'aeroport, així com diversos revolts peraltats, cosa que fa que la configuració del cotxe sigui un compromís d'enginyeria. Inusualment, la línia de boxs es troba a mig camí del traçat.

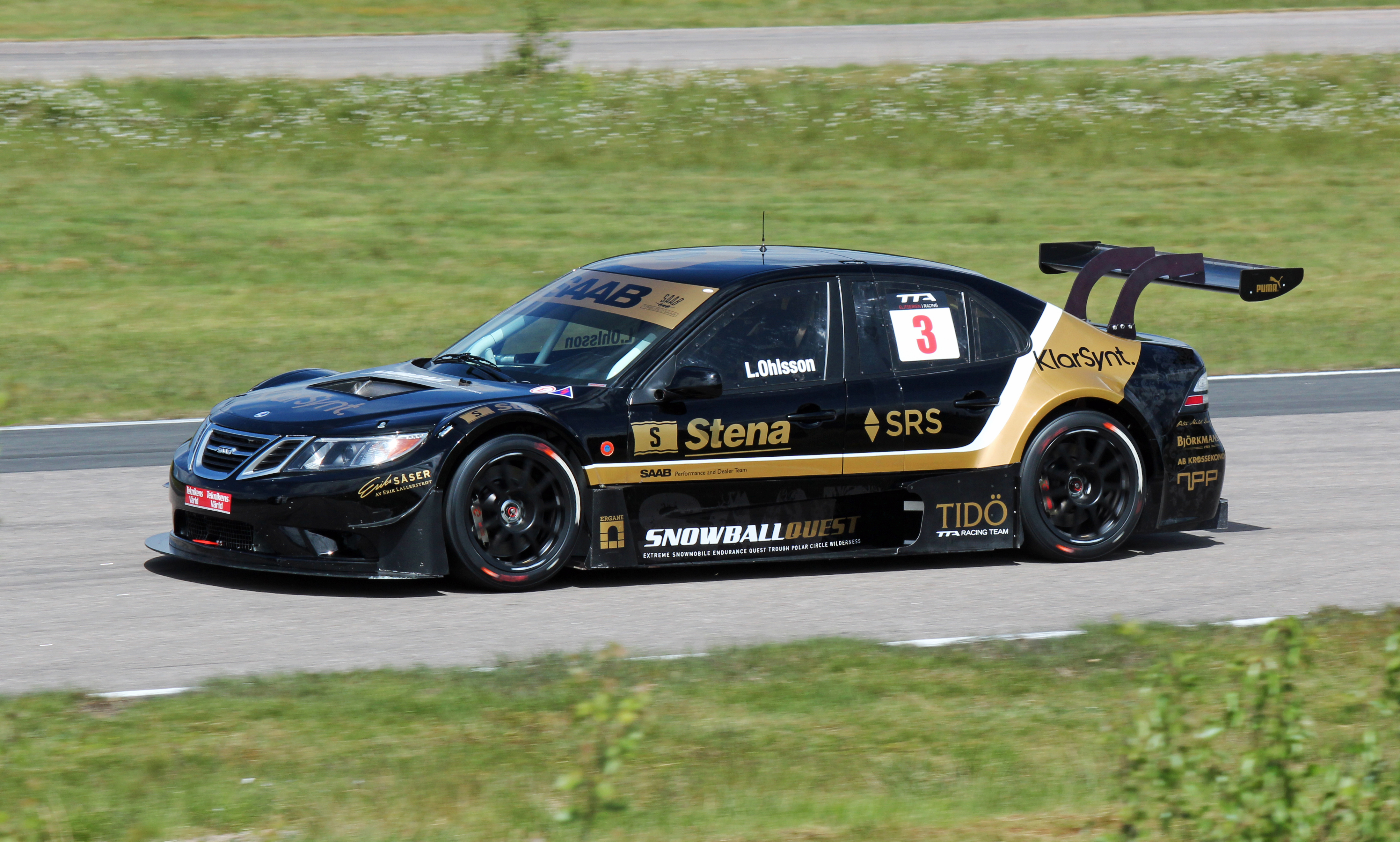
Cursa de turismes a Anderstorp el 2012

Anderstorp va acollir sis edicions del Gran Premi de Suècia de Fórmula 1 a la dècada del 1970. El circuit és destacable pel fet que va ser el lloc de la primera i única victòria de dos cotxes de Fórmula 1 no convencionals: el Tyrrell P34 de sis rodes el 1976 i el famós "fan car" de Brabham el 1978. Després que Ronnie Peterson i Gunnar Nilsson es morissin durant la temporada de 1978, el suport del públic a l'esdeveniment es va acabar i el Gran Premi de Suècia es va deixar de convocar.
Anderstorp també va acollir el Gran Premi de Suècia de motociclisme de 1971 a 1977 i de 1981 a 1990, el Campionat d'Europa de turismes (1985-1987), el Campionat del Món de Superbike (1991 i 1993) i el Campionat FIA GT (2002-2003). El Campionat del Món de Turismes de la FIA (WTCC) va tornar a Anderstorp el 2007, substituint l'Istanbul Park de Turquia al calendari del campionat. De cara a la temporada del 2008, però, va ser substituït pel Circuit d'Imola.
L'automobilisme internacional havia de tornar a Anderstorp el 2020 amb una ronda del DTM, la qual es va cancel·lar posteriorment a causa de la pandèmia de COVID-19.

### La fallida de 1993
L'any 1993, el circuit, juntament amb la FIM, va organitzar una cursa de resistència de 24 hores. Només una setmana abans de la cursa es va presentar un recurs contra l'autorització de la competició per problemes de soroll. Tot i que els organitzadors van obtenir permís per competir el matí de l'esdeveniment, «els mitjans de comunicació havien anunciat que la competició s'havia cancel·lat. Als amarradors dels ferris de Skåne, el personal de passaports va rebutjar els visitants de Dinamarca i del continent». Durant la cursa es va produir una forta tempesta, amb pluges torrencials que van inundar el circuit i, malgrat que la prova va continuar, no s'hi va presentar públic (ni local ni internacional) i el circuit es va veure obligat a declarar-se en fallida després de l'esdeveniment.

## Historial del traçat
El traçat ha estat modificat almenys quatre vegades en la seva història. El 1975, abans del Gran Premi de Suècia, s'hi va afegir una xicana al revolt de Norra. La xicana es va tornar a alinear i a ajustar a temps per al Gran Premi de Suècia de 1976.
El traçat es va tornar a modificar abans de l'últim Gran Premi de Fórmula 1 al circuit, el de 1978, amb modificacions al penúltim revolt de Norra i una lleugera reorientació de la recta següent que van augmentar-ne la longitud de 4,018 km a 4,031 km. Anderstorp va romandre amb aquesta configuració durant la dècada del 1980 fins que en algun moment entre 1997 i 1998 es va modificar de nou i es va escurçar lleugerament fins a la seva longitud actual de 4,025 km.

### Resum de variants

4,025 km (1968–1974)[7]
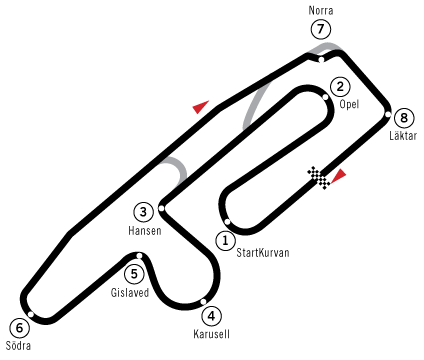
4,018 km (1975–1977)
4,031 km (1978–1997)[7]
4,025 km (1998–actualitat)[7]

## Guanyadors del GP de Suècia de F1
| Any  | Pilot           | Equip                | Resultats |
| ---- | --------------- | -------------------- | --------- |
| 1978 | Niki Lauda      | Brabham - Alfa Romeo | Resultats |
| 1977 | Jacques Laffite | Ligier - Matra       | Resultats |
| 1976 | Jody Scheckter  | Tyrrell - Ford       | Resultats |
| 1975 | Niki Lauda      | Ferrari              | Resultats |
| 1974 | Jody Scheckter  | Tyrrell - Ford       | Resultats |
| 1973 | Denny Hulme     | McLaren - Ford       | Resultats |